# 藝術和工藝品博物館

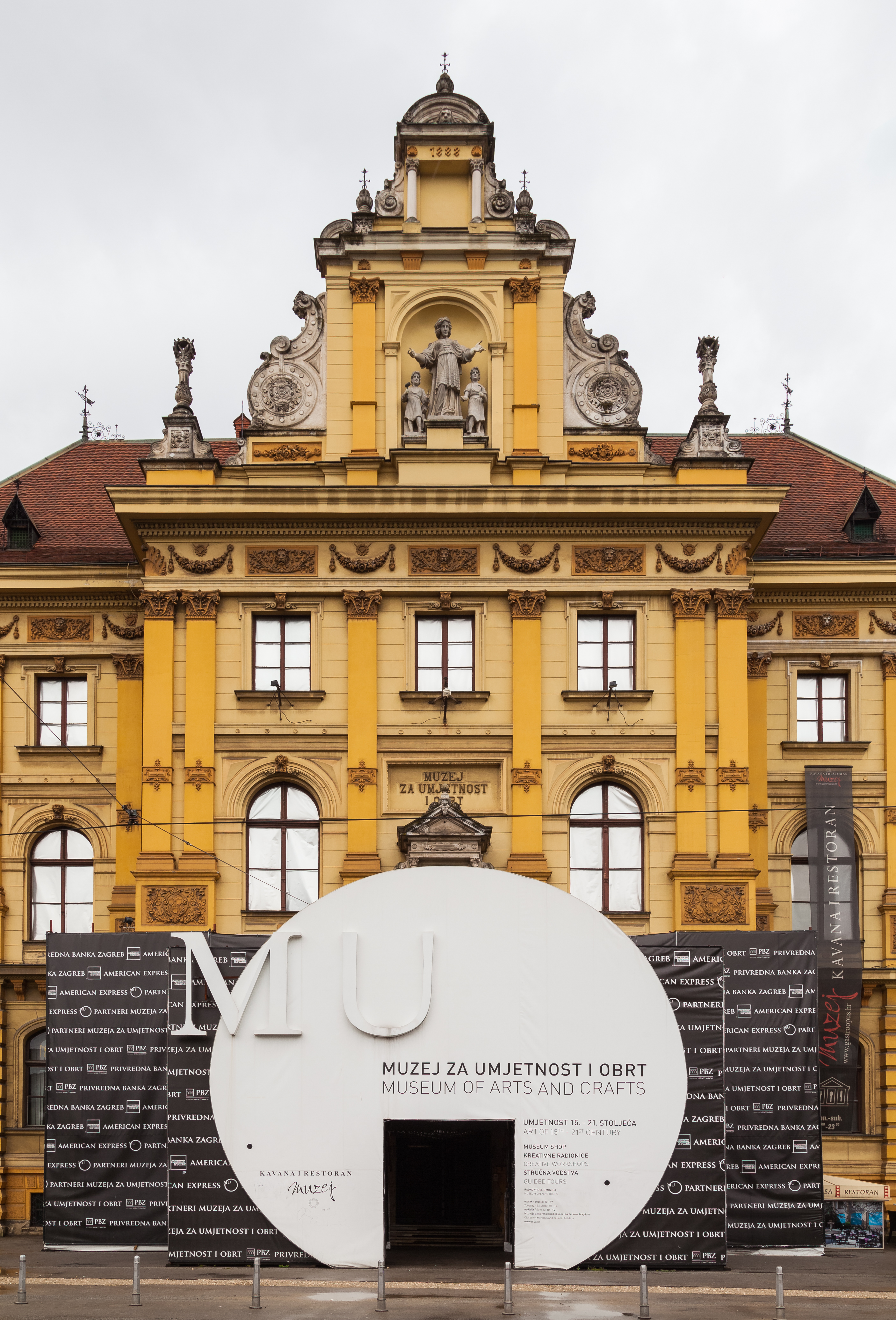
藝術和工藝品博物館

藝術和工藝品博物館是位於克羅埃西亞首都薩格勒布的一家博物館，設立於1880年。博物館現在展區面積超過2,000平方米，展示約3,000件展品，展示了自哥特式藝術到裝飾風藝術的變化。博物館本身收藏約16萬件藏品。

## 外部連結
- 官方网站 （克羅埃西亞文） （英文）
- MUO.hr: Museum of Arts and Crafts media library（页面存档备份，存于）
- AthenaPlus MUO.hr: Museum of Arts and Crafts collections（页面存档备份，存于）
- Zagreb tourist info.hr: Museum of Arts and Crafts （页面存档备份，存于）—（克羅埃西亞文）
- The Museum of Arts and Crafts in Zagreb at Google Cultural Institute （页面存档备份，存于）